# 경기도의 국가등록문화유산
대한민국의 국가등록문화재 가운데 경기도에 있는 국가등록문화재는 다음의 목록과 같다.
| 번호    | 사진 | 명칭                                                                                        | 소재지                                                       | 관리자 (단체)                      | 지정일                                                                                 | 참조                             |
| 45호    |      | 연천역 급수탑 (漣川驛 給水塔)                                                               | 경기 연천군 연천읍 차탄2리 34-373                            | 한국철도공사                       | 2003년 1월 28일 지정                                                                   |                                  |
| 76호    |      | 파주 구 장단면사무소 (坡州 舊 長湍面事務所)                                                 | 경기 파주시 장단면 도라산리 785 외                           | 파주시                             | 2004년 2월 6일 지정                                                                    |                                  |
| 77호    |      | 파주 경의선 구 장단역 터 (坡州 京義線 舊 長湍驛 터)                                         | 경기 파주시 장단면 동장리 198                                | 한국철도공사                       | 2004년 2월 6일 지정                                                                    |                                  |
| 78호    |      | 경의선 장단역 증기기관차 (京義線 長湍驛 蒸氣機關車)                                         | 경기 파주시 문산읍 마정리 1400-5                             | 경기관광공사                       | 2004년 2월 6일 지정                                                                    |                                  |
| 79호    |      | 파주 경의선 장단역 죽음의 다리 (坡州 京義線 長湍驛 죽음의 다리)                             | 경기 파주시 장단면 도라산리 894                              | 한국철도공사                       | 2004년 2월 6일 지정                                                                    |                                  |
| 271호   |      | 구 포천성당 (舊 抱川聖堂)                                                                   | 경기 포천시 왕방로 191 (신읍동)                              | (재)춘천교구 천주교회              | 2006년 9월 19일 지정                                                                   |                                  |
| 294호   |      | 고양 구 일산역사 (高陽 舊 一山驛舍)                                                         | 경기 고양시 일산서구 일산2동 655-628                         | .                                  | 2006년 12월 4일 지정                                                                   |                                  |
| 295호   |      | 남양주 구 팔당역 (南楊州 舊 八堂驛)                                                         | 경기 남양주시 와부읍 팔당리 98-1, 342                        | .                                  | 2006년 12월 4일 지정                                                                   |                                  |
| 296호   |      | 양평 구 구둔역 (楊平 舊 九屯驛)                                                             | 경기 양평군 지제면 일신리 1336-2 외 11필지                   | .                                  | 2006년 12월 4일 지정                                                                   |                                  |
| 344호   |      | 검사와 여선생 (檢事와 女先生)                                                               | 경기 파주시 문발로 301 (문발동, 한국영상자료원 파주보존센터) |                                    | 2007년 9월 17일 지정                                                                   |                                  |
| 383호   |      | 미 해병대원 버스비어(A.W.Busbea) 기증 태극기 (美 海兵隊員 버스비어(A.W.Busbea) 寄贈 太極旗) | 경기 하남시 역말로 71, 하남역사박물관 (덕풍동)               | .                                  | 2008년 8월 12일 지정                                                                   |                                  |
| 395-2호 |      | 대한민국임시의정원 태극기                                                                   | 경기 광명시                                                  | 김임용                             | 2013년 8월 27일 지정                                                                   |                                  |
| 399호   |      | 상주의용소방대 소방차 (尙州義勇消防隊 消防車)                                               | 경기 여주시 대신면 대신로 244                                | 백중길                             | 2008년 8월 12일 지정                                                                   |                                  |
| 401호   |      | 신진 퍼블리카 (新進 퍼블리카)                                                               | 경기 여주시 대신면 대신로 244                                | .                                  | 2008년 8월 12일 지정                                                                   |                                  |
| 404호   |      | 용인 장욱진 가옥 (龍仁 張旭鎭 家屋)                                                         | 경기 용인시 마북동 243-5, 244-2, 238                         | (재)장욱진미술문화재단             | 2008년 9월 17일 지정                                                                   |                                  |
| 407호   |      | 파주 영국군 설마리전투비 (坡州 英國軍 雪馬里戰鬪碑)                                         | 경기 파주시 적성면 마지리 산2-2                              | .                                  | 2008년 10월 1일 지정                                                                   |                                  |
| 408호   |      | 연천 유엔군 화장장 시설 (漣川 유엔軍 火葬場 施設)                                           | 경기 연천군 미산면 동이리 610, 산77-2                        | 연천군                             | 2008년 10월 1일 지정                                                                   |                                  |
| 417호   |      | 파시형 증기기관차 23호 (파시型 蒸氣機關車 23號)                                             | 경기 의왕시 월암동 374-1(철도박물관)                         |                                    | 2008년 10월 17일 지정                                                                  |                                  |
| 418호   |      | 협궤 증기기관차 13호 (狹軌 蒸氣機關車 13號)                                                 | 경기 의왕시 월암동 374-1(철도박물관)                         |                                    | 2008년 10월 17일 지정                                                                  |                                  |
| 419호   |      | 대통령 전용 객차 (大統領 專用 客車)                                                         | 경기 의왕시 월암동 374-1(철도박물관)                         |                                    | 2008년 10월 17일 지정                                                                  |                                  |
| 420호   |      | 주한 유엔군사령관 전용 객차 (駐韓 유엔軍司令官 專用 客車)                                   | 경기 의왕시 월암동 374-1(철도박물관)                         |                                    | 2008년 10월 17일 지정                                                                  |                                  |
| 421호   |      | 협궤무개화차 (狹軌無蓋貨車)                                                                 | 경기 의왕시 월암동 374-1(철도박물관)                         |                                    | 2008년 10월 17일 지정                                                                  |                                  |
| 422호   |      | 협궤유개화차 (狹軌有蓋貨車)                                                                 | 경기 의왕시 월암동 374-1(철도박물관)                         |                                    | 2008년 10월 17일 지정                                                                  |                                  |
| 423호   |      | 대한제국기 철도 통표 (大韓帝國期 鐵道 通票)                                                 | 경기 의왕시 월암동 374-1(철도박물관)                         |                                    | 2008년 10월 17일 지정                                                                  |                                  |
| 424호   |      | 대한제국기 경인철도 레일 (大韓帝國期 京仁鐵道 레일)                                         | 경기 의왕시 월암동 374-1(철도박물관)                         |                                    | 2008년 10월 17일 지정                                                                  |                                  |
| 425호   |      | 쌍신폐색기 (雙身閉塞器)                                                                     | 경기 의왕시 월암동 374-1(철도박물관)                         |                                    | 2008년 10월 17일 지정                                                                  |                                  |
| 455호   |      | 고양 행주성당 (高陽 幸州聖堂)                                                               | 경기 고양시 덕양구 행주산성로144번길 50 (행주외동)           | .                                  | 2010년 2월 19일 지정                                                                   |                                  |
| 471호   |      | 남양주 흥국사 대방 (南楊州 興國寺 大房)                                                     | 경기 남양주시 별내면 덕릉로1071번길 58 (덕송리)              | 대한불교 조계종흥국사 흥국사       | 2011년 4월 29일 지정                                                                   |                                  |
| 479호   |      | 홍난파 동요 악보 원판                                                                       | 경기 용인시 기흥구 죽전로 152                                | .                                  | 2011년 10월 17일 지정                                                                  |                                  |
| 487호   |      | 부채를 든 자화상                                                                            | 경기 과천시 광명길 209 (국립현대미술관)                      | 국립현대미술관                     | 2012년 2월 16일 지정                                                                   |                                  |
| 519호   |      | 구리 한용운 묘소 (구리 韓龍雲 墓所)                                                         | 경기 구리시 교문동 산84-2                                    | .                                  | 2012년 10월 19일 지정                                                                  |                                  |
| 522호   |      | 남양주 봉선사 큰법당 (南楊州 奉先寺 큰法堂)                                                 | 경기 남양주시 진접읍 부평리 255번지                          | .                                  | 2012년 12월 14일 지정                                                                  |                                  |
| 528-2호 |      | 국문정리 (國文正理)                                                                         | 경기 성남시 분당구 하오개로 323 한국학중앙연구원             | .                                  | 2012년 12월 24일 지정                                                                  |                                  |
| 529-2호 |      | 전보장정 (電報章程)                                                                         | 경기 성남시 분당구하오개로 323                               | .                                  | 2012년 12월 24일 지정                                                                  |                                  |
| 532호   |      | 초동 (初冬)                                                                                 | 경기 과천시 광명로 313 국립현대미술관                        | .                                  | 2013년 2월 21일 지정                                                                   |                                  |
| 533호   |      | 시골소녀                                                                                    | 경기 과천시 광명로 313 국립현대미술관                        | .                                  | 2013년 2월 21일 지정                                                                   |                                  |
| 535호   |      | 론도                                                                                        | 경기 과천시 광명로 313 국립현대미술관                        | .                                  | 2013년 2월 21일 지정                                                                   |                                  |
| 536호   |      | 남향집                                                                                      | 경기 과천시 광명로 313 국립현대미술관                        | .                                  | 2013년 2월 21일 지정                                                                   |                                  |
| 537호   |      | 토끼와 원숭이                                                                               | 경기 부천시 원미구 길주로 1 한국만화영상진흥원               | .                                  | 2013년 2월 21일 지정                                                                   |                                  |
| 538-1호 |      | 고바우 영감 원화                                                                            | 경기 성남시                                                  | .                                  | 2013년 2월 21일 지정                                                                   |                                  |
| 538-2호 |      | 고바우 영감 원화                                                                            | 경기 안산시 단원구 능안로 70                                 | .                                  | 2013년 2월 21일 지정                                                                   |                                  |
| 539호   |      | 엄마찾아 삼만리 원화                                                                        | 경기 부천시 원미구 길주로 1                                  | .                                  | 2013년 2월 21일 지정                                                                   |                                  |
| 542호   |      | 구 김포성당 (舊 金浦聖堂)                                                                   | 경기 김포시 북변동 261-3                                     | 재단법인 인천교구 천주교회유지재단 | 2013년 4월 18일 지정                                                                   |                                  |
| 549호   |      | 임시정부 법규                                                                               | 경기 광명시                                                  | 김임용                             | 2013년 8월 27일 지정                                                                   |                                  |
| 550호   |      | 김붕준 일가 유물                                                                            | 경기 광명시                                                  | 김임용                             | 2013년 8월 27일 지정                                                                   |                                  |
| 553호   |      | 현대자동차 포니1                                                                            | 경기 여주시 대신면 대신로 244                                | 백중길                             | 2013년 8월 27일 지정                                                                   |                                  |
| 555호   |      | 통일벼 유물                                                                                 | 경기 과천시 상하벌로 110                                     | 국립과천과학관                     | 2013년 8월 27일 지정                                                                   |                                  |
| 559-1호 |      | 금성 라디오 A-501                                                                           | 경기 이천시 마장면 지산로 167-72                             | (주)LG                             | 2013년 8월 27일 지정                                                                   |                                  |
| 560호   |      | 금성 냉장고 GR-120                                                                          | 경기 이천시 마장면 지산로 167-72                             | (주)LG                             | 2013년 8월 27일 지정                                                                   |                                  |
| 561-1호 |      | 금성 텔레비전 VD-191                                                                        | 경기 이천시 마장면 지산로 167-72                             | (주)LG                             | 2013년 8월 27일 지정                                                                   |                                  |
| 562호   |      | 금성 세탁기 WP-181                                                                          | 경기 이천시 마장면 지산로 167-72                             | (주)LG                             | 2013년 8월 27일 지정                                                                   |                                  |
| 563호   |      | 삼성전자 64K DRAM                                                                           | 경기 용인시 기흥구 삼성2로 95                                | (주)삼성전자                       | 2013년 8월 27일 지정                                                                   |                                  |
| 564호   |      | 한글 1.0 패키지                                                                             | 경기 성남시 분당구 대왕판교로644번길 49                      | (주)한글과컴퓨터                   | 2013년 8월 27일 지정 2016년 6월 15일 지정 해제 해당 사물은 한글 1.0이 아닌 1.20 패키지 |                                  |
| 578호   |      | 포천 방어벙커                                                                               | 경기 포천시 신북면 기지리 42-2                               | .                                  | 2013년 12월 20일 지정                                                                  |                                  |
| 587호   |      | 개성 복식부기 장부                                                                          | 경기 고양시 일산서구 대선로                                  | .                                  | 2014년 2월 26일 지정                                                                   |                                  |
| 592호   |      | 고양 흥국사 대방                                                                            | 경기 고양시 덕양구 흥국사길 82 (지축동, 흥국사)              | 흥국사                             | 2014년 7월 1일 지정                                                                    |                                  |
| 593호   |      | 남양주 고안수위관측소                                                                       | 경기 남양주시 조안읍 능내리 825                              | 국(국토교통부)                     | 2014년 7월 1일 지정                                                                    |                                  |
| 594호   |      | 양평 지평양조장                                                                             | 경기 양평군 지평면 지평리 551-2                              | 국유,사유                          | 2014년 7월 1일 지정                                                                    |                                  |
| 597호   |      | 구 수원문화원                                                                               | 경기 수원시 팔달구 교동 74-1, 74-2                           | 수원시                             | 2014년 9월 1일 지정                                                                    |                                  |
| 598호   |      | 구 수원시청사                                                                               | 경기 수원시 팔달구 교동 74-1, 75-1, 76, 226-22               | 수원시                             | 2014년 9월 1일 지정                                                                    |                                  |
| 599호   |      | 고양 행주수위관측소                                                                         | 경기 고양시 덕양구 행주내동 78-9,64                          | 고양시                             | 2014년 9월 1일 지정                                                                    |                                  |
| 605호   |      | 만화 코주부삼국지                                                                           | 경기 부천시 원미구 길주로 1                                  | 한국만화영상진흥원                 | 2014년 9월 2일 지정                                                                    |                                  |
| 608호   |      | 여운형 혈의                                                                                 | 경기 양평군 양서면 몽양길66 몽양기념관                       | 이혜원 (양평군청 몽양기념관)       | 2014년 10월 29일 지정                                                                  |                                  |
| 610호   |      | 석주명 유품                                                                                 | 경기 용인시 수지구 죽전로 152 단국대학교 석주선기념박물관    | 단국대학교 (석주선기념박물관)      | 2014년 10월 29일 지정                                                                  |                                  |
| 615호   |      | 색복 장려 깃발                                                                              | 경기 고양시 덕양구 화중로 104번길 50 국립여성사전시관        | 국립여성사전시관                   | 2014년 10월 29일 지정                                                                  |                                  |
| 637호   |      | 백용성 선사 만일선회 방함록 (萬日禪會 芳啣錄)                                               | 경기 성남시 수정구 옛골로 42번지길 3                         | 정토사                             | 2014년 10월 29일 지정                                                                  |                                  |
| 649호   |      | 고양 대성암 아미타삼존괘불도                                                                | 경기 고양시 덕양구 대서문길 396-1 대성암                     | 대성암                             | 2015년 8월 18일 지정                                                                   |                                  |
| 657호   |      | 이천 수광리 오름가마                                                                        | 경기 이천시 신둔면 수광리 443-1                              | 조태권                             | 2016년 2월 15일 지정                                                                   |                                  |
| 688호   |      | 경기도청사 구관                                                                             | 경기 수원시 팔달구 효원로 1                                  | 경기도지사                         | 2017년 8월 8일 지정                                                                    | [ 깨진 링크 ( 과거 내용 찾기 ) ] |
| 689호   |      | 경기도지사 구 관사                                                                          | 경기 수원시 팔달구 고화로 130번길 21                         | 경기도지사                         | 2017년 8월 8일 지정                                                                    | [ 깨진 링크 ( 과거 내용 찾기 ) ] |
| 691-1호 |      | 망우 독립유공자 묘역 - 오세창(吳世昌) 묘소                                                  | 경기 구리시 교문동 산84-2                                    | 산림청                             | 2018년 8월 8일 지정예고, 2017년 10월 23일 지정                                         | ,                                |
| 691-1호 |      | 망우 독립유공자 묘역 - 오세창(吳世昌) 묘소                                                  | 경기 구리시 교문동 산84-2                                    | 산림청                             | 2018년 8월 8일 지정예고, 2017년 10월 23일 지정                                         | ,                                |
| 691-2호 |      | 망우 독립유공자 묘역 - 문일평(文一平) 묘소                                                  | 경기 구리시 교문동 산84-2                                    | 산림청                             | 2018년 8월 8일 지정예고, 2017년 10월 23일 지정                                         | ,                                |
| 691-3호 |      | 망우 독립유공자 묘역 - -방정환(方定煥) 묘소                                                 | 경기 구리시 교문동 산84-2                                    | 산림청                             | 2018년 8월 8일 지정예고, 2017년 10월 23일 지정                                         | ,                                |
| 691-4호 |      | 망우 독립유공자 묘역 - -오기만(吳基萬) 묘소                                                 | 경기 구리시 교문동 산84-2                                    | 산림청                             | 2018년 8월 8일 지정예고, 2017년 10월 23일 지정                                         | ,                                |
| 691-8호 |      | 망우 독립유공자 묘역 - 유상규(劉相奎) 묘소                                                  | 경기도 구리시 교문동 산84-2                                  | 산림청                             | 2018년 8월 8일 지정예고, 2017년 10월 23일 지정                                         | ,                                |
| 697호   |      | 수원 구 소화(小花)초등학교                                                                  | 경기 수원시 팔달구 정조로 84                                 | (재)천주교 수원교구유지재단        | 2018년 8월 8일 지정예고, 2017년 10월 23일 지정                                         | ,                                |
| 698호   |      | 수원 구 부국원                                                                              | 경기 수원시 팔달구 향교로 13                                 | 수원시장                           | 2018년 8월 8일 지정예고, 2017년 10월 23일 지정                                         | ,                                |